# Richard Cantillon
Richard Cantillon (c. década de 1680 – maio de 1734) foi um economista franco-irlandês e autor de Essai sur la Nature du Commerce en Général (Ensaio sobre a Natureza do Comércio em Geral), livro considerado por William Stanley Jevons como o "berço da economia política". Apesar da pouca informação existente sobre a vida de Cantillon, sabe-se que em sua juventude se tornou banqueiro e mercador de sucesso. Seu sucesso derivou, em grande parte, das conexões políticas e empresariais, que formou através de sua família e de seu ex-empregador, James Brydges. Durante o fim da década de 1710 e o começo da década de 1720, Cantillon especulou financeiramente e mais tarde ajudou a fundar a Companhia do Mississippi, de John Law, com a qual obteve grande riqueza. No entanto, o sucesso veio à custa de seus devedores, que o perseguiam com processos, acusações criminais e planos de assassinato até sua morte em 1734.
Essai de Cantillon permanece como a única contribuição existente dele para a economia. Foi escrito por volta de 1730 e circulou amplamente na forma de manuscrito, não sendo publicado até 1755. Apesar de ter tido muita influência no desenvolvimento inicial das escolas clássica e fisiocrata de pensamento, Essai foi deixada de lado até sua redescoberta por Jevons no fim do século XIX. Cantillon foi influenciado por suas experiências como banqueiro e especialmente pela bolha especulativa da Companhia do Mississippi de John Law. Também foi muito influenciado por economistas anteriores, especialmente por William Petty.
Essai é considerado o primeiro tratado completo sobre economia, com muitas contribuições para a ciência. Essas contribuições incluem: sua metodologia de causa e efeito, teorias monetárias, sua concepção de empreendedor como tomador de risco e o desenvolvimento da economia espacial. O Essai de Cantillon teve influência significativa no desenvolvimento inicial da economia política, incluindo as obras de Adam Smith, Anne Turgot e François Quesnay.

## Biografia
Embora os detalhes sobre a vida de Richard Cantillon sejam escassos, sabe-se que ele nasceu durante a década de 1680, no Condado de Kerry, Irlanda. Era o filho do proprietário de terras Richard Cantillon. Por volta de meados da primeira década do século XVIII, Cantillon se mudou para a França, onde obteve cidadania francesa. Em 1711, Cantillon foi nomeado pelo Tesoureiro Geral James Brydges, na Espanha, onde organizou pagamentos para os prisioneiros britânicos da Guerra da Sucessão Espanhola. Cantillon permaneceu na Espanha até 1714, cultivando grande número de conexões empresariais e políticas, antes de retornar para Paris. Cantillon, então, passou a se envolver com a indústria bancária trabalhando para um primo, que na época era um correspondente do ramo parisiense de um banco familiar. Dois anos mais tarde, graças em grande parte ao apoio financeiro de James Brydges, Cantillon comprou a parte de seu primo e obteve a propriedade do banco. Dadas as conexões financeiras e políticas que Cantillon foi capaz de obter através de sua família e de James Brydges, Cantillon provou ser um banqueiro de sucesso, especializando-se em transferências de dinheiro entre Paris e Londres.
Nessa época, Cantillon passou a se envolver com o mercantilista inglês John Law, através da Companhia do Mississippi. Baseado na teoria monetária proposta por William Potter em seu tratado de 1650, A Chave da Riqueza, John Law afirmou que os aumentos da oferta monetária levariam ao emprego da terra e trabalho não utilizados, levando a uma maior produtividade. Em 1716, o governo francês lhe garantiu permissão para fundar o Banque Générale e um monopólio virtual sobre o direito de desenvolver territórios franceses na América do Norte, criando a Companhia do Mississippi. Em troca, Law prometeu ao governo francês financiar sua dívida a taxas baixas de juros. Law começou uma bolha financeira especulativa ao vender ações da Companhia do Mississippi, usando o monopólio virtual do Banque Générale a fim de emitir notas bancárias para financiar seus investidores.
Richard Cantillon acumulou uma grande fortuna a partir de sua especulação, comprando as ações da Companhia do Mississippi no início e as vendendo a preços inflacionados. O sucesso financeiro e a influência crescente de Cantillon causaram atrito em seu relacionamento com John Law, e algum tempo depois Law ameaçou prender Cantillon se ele não deixasse a França dentro de vinte e quatro horas. Cantillon respondeu: "Eu não vou embora, mas vou fazer seu sistema ter sucesso". Ao final, em 1718, Law, Cantillon e o rico especulador Joseph Gage formaram uma companhia privada voltada ao financiamento da especulação dos imóveis da América do Norte.
Em 1719, Cantillon deixou Paris e foi para Amsterdã, retornando brevemente no começo de 1720. Realizando empréstimos em Paris, Cantillon tinha dívidas sendo quitadas em Londres e Amsterdã. Com o colapso da "bolha do Mississippi", Cantillon foi capaz de exigir altas taxas de juros. A maior parte de seus devedores tinha sofrido prejuízos financeiros no colapso da bolha e culpavam Cantillon até sua morte. Cantillon envolveu-se em incontáveis processos movidos por seus devedores, levando a um grande número de planos de assassinatos e acusações criminais.
Em 16 de fevereiro de 1722, Cantillon casou-se com Mary Mahony, filha do Conde Daniel O'Mahony - um rico mercador e ex-general irlandês - passando grande parte do restante da década de 1720 viajando pela Europa com sua esposa. Cantillon e Mary tiveram dois filhos, um menino que morreu precocemente e uma filha, Henrietta, que mais tarde se casaria com William Howard, o Barão Stafford, em 1743. Embora ele frequentemente retornasse a Paris entre 1729 e 1733, sua residência permanente situava-se em Londres. Em maio de 1734, sua residência em Londres sofreu um incêndio devastador, e presume-se que Cantillon morreu no fogo. Apesar das causas do incêndio serem desconhecidas, a teoria mais aceita é de que Cantillon foi assassinado. Um dos biógrafos de Cantillon, Antoine Murphy, desenvolveu a teoria alternativa de que Cantillon forjou sua própria morte para escapar do assédio de seus devedores, surgindo em Suriname sob o nome de Chevalier de Louvigny.

## Contribuições para a economia
Apesar de haver evidência de que Richard Cantillon escreveu uma grande variedade de manuscritos, apenas seu Essai Sur La Nature Du Commerce En Général (abreviado como Essai) sobrevive. Escrito em 1730, ele foi publicado na França em 1755, e foi traduzido para o inglês por Henry Higgs em 1932. Embora haja evidência que sugere que o Essai teve tremenda influência no desenvolvimento inicial da ciência econômica, o tratado de Cantillon foi amplamente negligenciado durante o século XIX. No final do século XIX, ele foi "redescoberto" por William Stanley Jevons, que o considerou o "berço da economia política". Desde então, o Essai de Cantillon recebeu atenção crescente, graças em grande parte a Henry Higgs, Joseph Schumpeter, Friedrich Hayek e Murray Rothbard, sendo que todos eles escreveram sobre o assunto. O Essai é considerado o primeiro tratado completo sobre teoria econômica, e Cantillon foi chamado de "pai da economia empresarial".

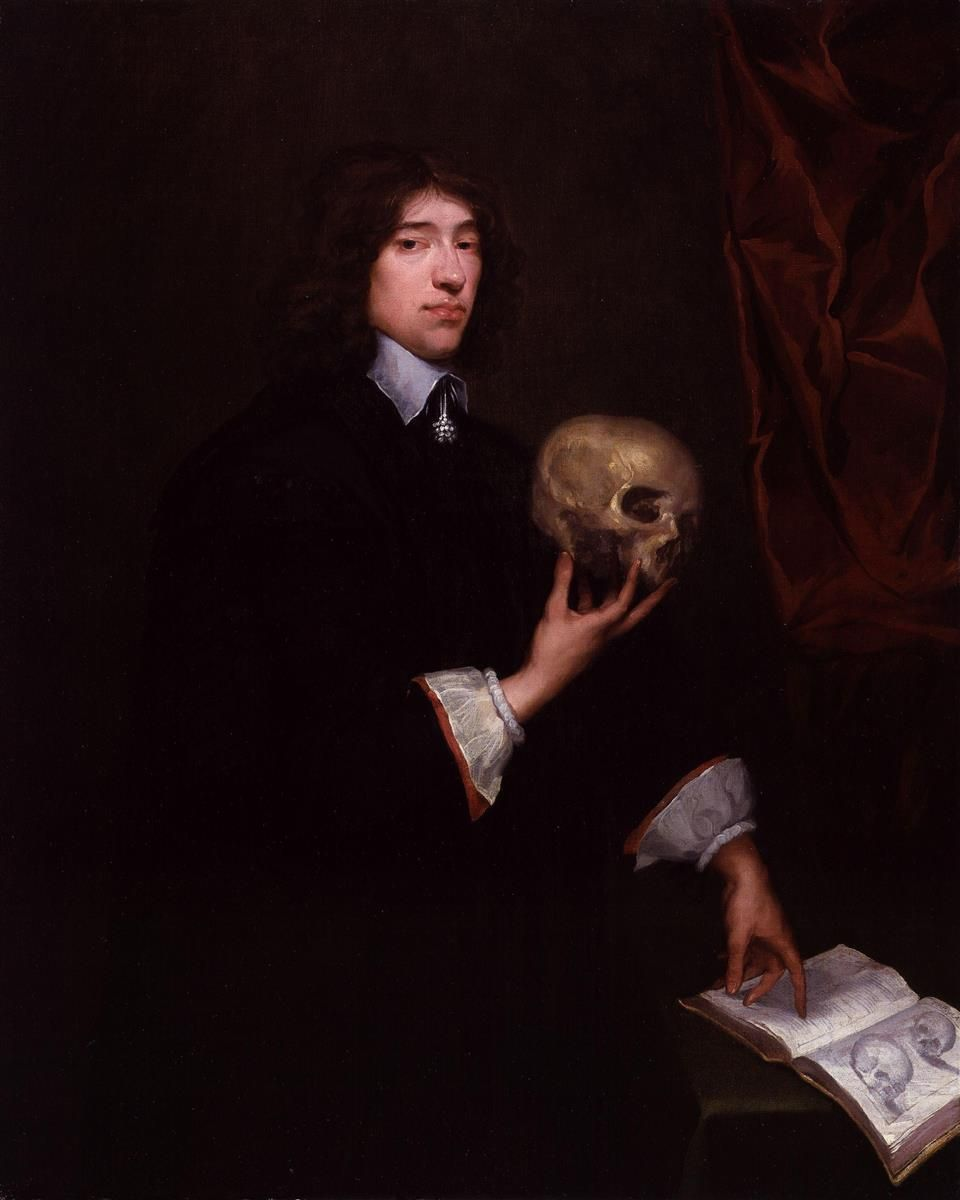
William Petty é considerado uma das grandes influências de Richard Cantillon.

Uma das grandes influências sobre os escritos de Cantillon foi o economista inglês William Petty e seu tratado de 1662, Tratado sobre Impostos. Embora Petty tenha fornecido grande parte da estrutura do Essai de Cantillon, Anthony Brewer argumenta que a influência de Petty foi exagerada. Além de Petty, outras possíveis influências de Cantillon incluem John Locke, Cícero, Tito Lívio, Caio Plínio Segundo, Caio Plínio Cecílio Segundo, Charles Davenant, Edmond Halley, Isaac Newton, Sébastien Le Prestre de Vauban, e Jean Boisard. O envolvimento de Cantillon na bolha especulativa de John Law provou-se inestimável e provavelmente influenciou muito sua visão sobre a relação entre aumentos na oferta monetária, preço e produção.

### Metodologia
O Essai de Cantillon foi escrito usando uma metodologia causal distintiva, separando Cantillon de seus antecessores mercantilistas. O Essai é temperado com a palavra "natural", que no caso do tratado de Cantillon tenta implicar uma relação de causa e efeito entre as ações econômicas e os fenômenos. O economista Murray Rothbard credita Cantillon como sendo um dos primeiros teóricos a isolar o fenômeno econômico com modelos simples, onde, de outra forma, variáveis incontroláveis podem ser fixadas. O economista Jörg Guido Hülsmann compara alguns dos modelo apresentados em Essai, que assume um equilíbrio constante, ao conceito de Ludwig von Mises de "economia uniformemente rotativa". Cantillon faz uso frequente do conceito de ceteris paribus por todo o Essai, em uma tentativa de neutralizar variáveis independentes. Além disso, credita-se a ele o emprego de uma metodologia semelhante ao individualismo metodológico de Carl Menger, ao deduzir fenômenos complexos a partir de simples observações.
Uma metodologia de causa e efeito levou a uma abordagem da ciência econômica relativamente livre de valores, na qual Cantillon não estava interessado no mérito de qualquer ação ou fenômeno econômico em particular, focando mais na explicação das relações. Isto levou Cantillon a separar a ciência econômica da política e da ética para um nível mais alto do que os escritores mercantilistas anteriores. Isto levou a disputas sobre se Cantillon pode ser considerado com justiça um mercantilista ou um dos primeiros anti-mercantilistas, dado que Cantillon muitas vezes citou os excedentes comerciais e a acumulação de moeda como um estímulo econômico positivo. Outros argumentam que nos casos em que Cantillon apoiou certas políticas mercantilistas, ele na verdade forneceu uma análise mais neutra ao explicitamente definir limitações possíveis nas políticas mercantilistas.

### Teoria monetária
As diferenças entre os mercantilistas anteriores e Cantillon surgem cedo no Essai, a respeito das origens da riqueza e a formação de preços no mercado. Cantillon distingue a riqueza do dinheiro, considerando a riqueza ela própria "nada além da comida, conveniências e prazeres da vida". Embora Cantillon defendesse uma teoria "intrínseca" do valor, baseada nos insumos da terra e trabalho (custo de produção), considera-se que ele tratou de uma teoria subjetiva do valor. Cantillon defendia que os preços de mercado não são decididos imediatamente pelo valor intrínseco, mas são derivadas da oferta e demanda. Acreditando que os preços de mercado tendem ao valor intrínseco de um bem, Cantillon pode ter originado o princípio da uniformidade-de-lucro - mudanças no preço de mercado de um bem podem levar a mudanças na oferta, refletindo um aumento ou queda no lucro.

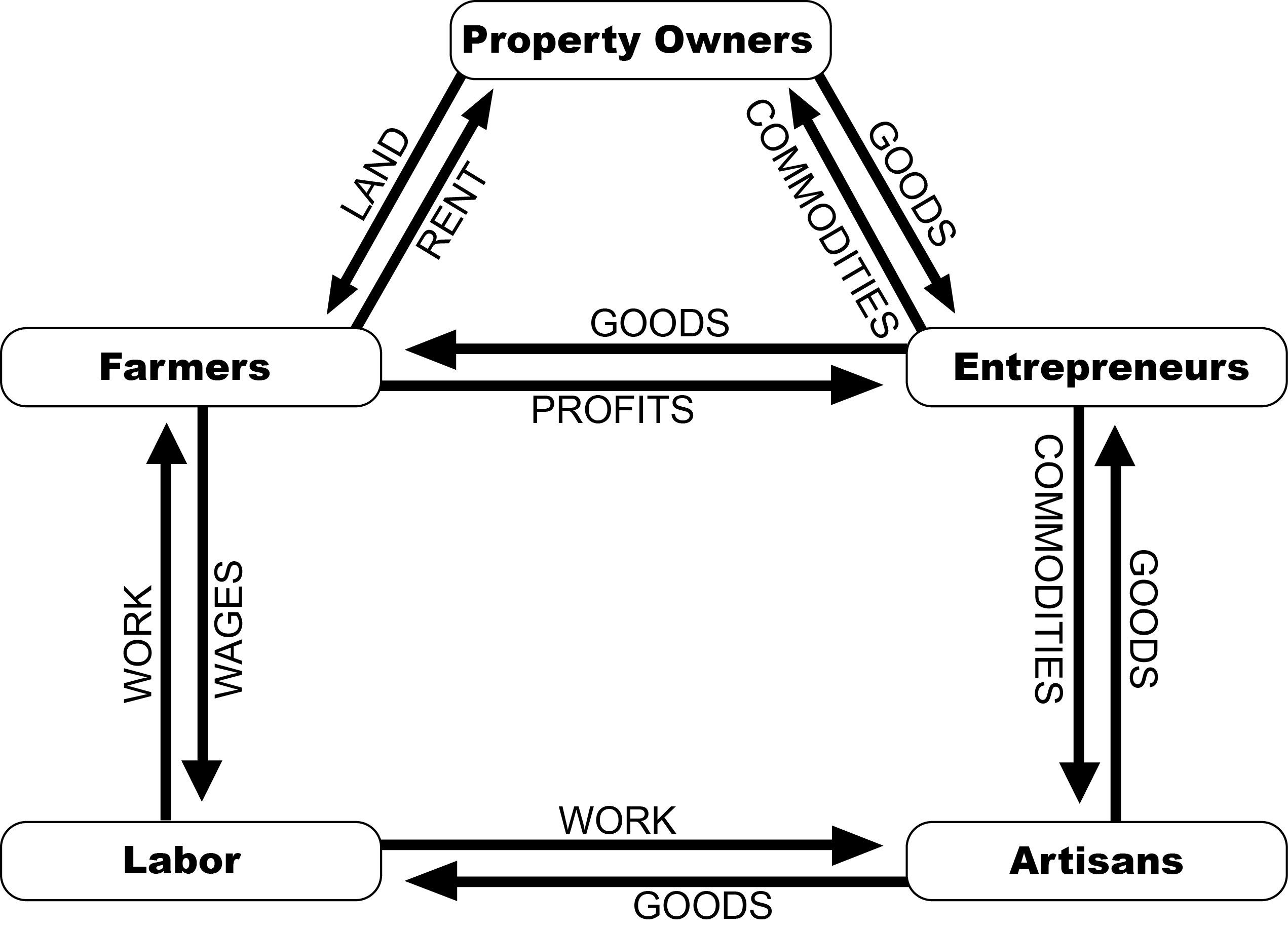
Modelo do fluxo circular de Cantillon

No Essai, Richard Cantillon forneceu uma versão melhorada da teoria quantitativa da moeda de John Locke, focando na inflação relativa e na velocidade da moeda. Cantillon sugeriu que a inflação ocorria gradativamente e que a nova oferta de moeda tinha um efeito localizado na inflação, efetivamente originando o conceito de moeda não-neutra. Além disso, ele afirmou que os destinatários originais da nova moeda gozam de padrões de vida mais altos à custa dos indivíduos posteriores. O conceito de inflação relativa, ou um aumento desproporcional nos preços dos diferentes bens em uma economia, é hoje conhecida como Efeito Cantillon. Cantillon também considerou que as mudanças na velocidade da moeda (quantidade de trocas feitas durante um período específico de tempo) influenciam os preços, embora não no mesmo nível que as mudanças na quantidade de moeda. Como ele acreditava que a oferta de moeda consistia apenas de dinheiro em espécie, ele admitiu que os aumentos nos substitutivos da moeda - ou notas bancárias - poderiam afetar os preços ao efetivamente aumentar a velocidade de circulação do dinheiro depositado. Além de distinguir a moeda dos substitutos de moeda, ele também distinguiu as notas bancárias oferecidas como representativas dos depósitos em espécie das notas bancárias circulando além da quantidade em espécie - ou meio fiduciário - sugerindo que o volume de meio fiduciário é estritamente limitado pela confiança das pessoas em seu resgate. Ele considerou o meio fiduciário uma ferramenta útil para diminuir a pressão negativa que a acumulação do dinheiro em espécie tem sobre a velocidade da moeda.
Abordando a crença mercantilista de que a intervenção monetária poderia causar uma balança comercial perpetuamente favorável, Cantillon desenvolveu um mecanismo de fluxo de espécie, antecipando as futuras teorias de equilíbrio monetário internacional. Ele sugeriu que em países com uma grande quantidade de moeda em circulação, os preços irão aumentar e então tornar-se-ão menos competitivos em relação aos países onde há uma relativa escassez de moeda. Assim, Cantillon também defendia que aumentos na oferta de moeda, independente da fonte, causam aumentos no nível de preços e então reduzem a competitividade da indústria de uma nação em particular em relação a uma nação com preços menores. Entretanto, Cantillon não acreditava que os mercados internacionais tendiam ao equilíbrio e, em vez disso, sugeriu ao governo acumular moeda em espécie para evitar o aumento de preços e a queda da competitividade. Além disso, ele sugeriu que uma balança comercial favorável pode ser mantida oferecendo um melhor produto e mantendo a competitividade qualitativa. A preferência de Cantillon por uma balança comercial favorável possivelmente se originou da crença mercantilista de o comércio ser um jogo de soma-zero, no qual uma parte ganha às custas de outra.
Uma teoria relativamente avançada sobre juros também é apresentada. Cantillon acreditava que os juros originam da necessidade dos tomadores de capital e do medo de perda dos emprestadores, o que significa que os tomadores têm de recompensar os emprestadores pelo risco da possível insolvência do devedor. Por sua vez, os juros são pagos pelos lucros obtidos do retorno do capital investido. Embora anteriormente acreditava-se que a taxa de juros variava inversamente à quantidade de moeda, Cantillon afirmou que a taxa de juros era determinada pela oferta e demanda no mercado de fundos emprestáveis - uma visão normalmente atribuída ao filósofo escocês David Hume. Assim, embora o dinheiro economizado impactasse a taxa de juros, a nova moeda que é usada para o consumo não impacta. A teoria sobre os juros de Cantillon é, então, semelhante à teoria da preferência pela liquidez de John Maynard Keynes.

### Outras contribuições
Tradicionalmente é Jean-Baptiste Say que é creditado por cunhar a palavra e avançar no conceito de empreendedor, mas na verdade foi Cantillon quem primeiro introduziu o termo em Essai. Cantillon dividiu a sociedade em duas principais classes: recebedores de salários fixos e recebedores de renda não-fixa. Os empreendedores, de acordo com Cantillon, não são recebedores de renda não-fixa que pagam custos de produção conhecidos, mas sim ganham rendas incertas, devido à natureza especulativa de favorecer uma demanda desconhecida por seu produto. Cantillon, embora tenha fornecido os fundamentos, não desenvolveu uma teoria dedicada para a incerteza - o tópico não foi revisto até o século XX, por Ludwig von Mises, Frank Knight, e John Maynard Keynes, dentre outros. Além disso, ao contrário de teorias posteriores sobre empreendedorismo que viam o empreendedor como um força destrutiva, Cantillon antecipou a crença de que o empreendedor trouxe equilíbrio para um mercado ao prever corretamente as preferências do consumidor.

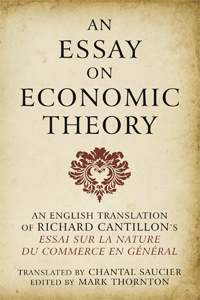
Capa da edição do Instituto Ludwig von Mises do Essai de Cantillon

A economia espacial lida com distâncias e áreas, e como elas podem afetar um mercado através de custos de transporte e limitações geográficas. O desenvolvimento da economia espacial é normalmente atribuída ao economista alemão Johann Heinrich von Thünen. No entanto, Cantillon abordou a economia espacial quase um século antes. Cantillon integrou seus avanços na teoria econômica espacial em sua análise microeconômica do mercado, descrevendo como os custos de transporte influenciam a alocação de fatores, mercados e centros populacionais - isto é, os indivíduos esforçam-se para reduzir os custos de transporte. Conclusões na economia espacial foram derivadas de três premissas: custo de matérias-primas de igual qualidade será sempre mais alto perto da capital, devido aos custos de transporte; os custos de transporte variam com o tipo de transporte (por exemplo, transporte aquático era considerado mais barato que o transporte por terra); e bens maiores que são mais difíceis de transportar serão sempre mais baratos perto de sua área de produção. Por exemplo, Cantillon acreditava que os mercados foram projetados como eram a fim de diminuir os custos tanto dos comerciantes quanto dos moradores em termos de tempo e transporte. De forma semelhante, Cantillon afirmou que as localidades das cidades eram resultado em grande parte da riqueza dos proprietários de terra e sua capacidade de pagar os custos de transporte - os proprietários mais ricos tendiam a viver mais longe de suas propriedades, pois eles poderiam pagar os custos de transporte. No Essai, a teoria econômica espacial foi usada para derivar por que os mercados ocupavam uma região geográfica que eles ocupavam e por que os custos variavam nos diferentes mercados.
Além das teorias sobre empreendedorismo e economia espacial, Cantillon também forneceu uma teoria dedicada ao crescimento populacional. Ao contrário de William Petty, que acreditava  que sempre há uma quantidade considerável de terra não usada e oportunidade econômica para apoiar o crescimento econômico, Cantillon teorizou que a população cresce apenas enquanto houver oportunidades econômicas. Mais especificamente, Cantillon citou três variáveis determinantes para o tamanho da população: recursos naturais, tecnologia e cultura. Portanto, as populações crescem apenas quando as três variáveis mencionadas permitem. Além disso, a teoria populacional de Cantillon era mais moderna que aquela de Malthus, no sentido de que Cantillon reconheceu uma categoria muito mais ampla de fatores que afetam o crescimento da população, incluindo a tendência do crescimento populacional cair a zero na medida em que a sociedade torna-se mais industrializada.

## Influência
Embora o Essai não tenha sido publicado até 1755 como resultado de uma pesada censura na França, ele circulou livremente na forma de manuscrito não publicado entre a sua conclusão e sua publicação. Ele notavelmente influenciou muitos precursores diretos da escola clássica de pensamento, incluindo Anne Robert Jacques Turgot e outros fisiocratas. Cantillon exerceu uma grande influência no fisiocrata François Quesnay, que pode ter aprendido com a obra de Cantillon através de Victor Riqueti de Mirabeau. Embora seja evidente que o Essai influenciou Quesnay, ainda permanece controverso a qual nível. Há evidência que Quesnay não entendeu completamente, ou não estava completamente ciente, as teorias de Cantillon. Muitas das crenças econômicas de Quesnay foram elucidadas previamente no Essai, mas Quesnay não rejeitou várias premissas de Cantillon, incluindo a escassez da terra e a teoria populacional de Cantillon.  Além disso, Quesnay reconheceu a escassez de capital e a acumulação de capital como um pré-requisito para o investimento. No entanto, Cantillon foi considerado o "pai da fisiocracia" por Henry Higgs, devido a sua influência sobre Quesnay. É também possível que Cantillon tenha influenciado o economista escocês James Steuart, tanto direta quanto indiretamente.
Cantillon é um dos poucos economistas citados por Adam Smith, que tomou emprestado diretamente a teoria dos salários. Grandes partes da teoria econômica de Smith foram diretamente influenciadas por Cantillon, embora em muitos aspectos Adam Smith avançou muito além do escopo de Cantillon. Alguns historiadores econômicos afirmaram que Adam Smith forneceu pouco do valor de seu próprio intelecto, notavelmente Schumpeter e Rothbard. Em qualquer caso, através de sua influência sobre Adam Smith e os fisiocratas, Cantillon foi possivelmente o economista pré-clássico que mais contribuiu com as ideias da escola clássica. Um exemplo disso foi a influência de Cantillon sobre Say, que é observável na metodologia empregada em Tratado sobre Economia Política.